# 瓦朗谢讷有轨电车
瓦朗谢讷有轨电车（法語：Tramway de Valenciennes）是法国北部城市瓦朗谢讷的城市有轨电车系统，建成于2006年7月3日。截止2018年1月，该系统共包括2条有轨电车线路，共计48个车站，总长度约33.8公里（重合部分不另计）。

## 历史
瓦朗谢讷在1880年~1967年间曾有过传统有轨电车，后因设施老化及私家车的兴起而被废除。
二十世纪90年代初，为改善瓦朗谢讷的城市交通状况，现代有轨电车方案被提出。最终，第一条有轨电车线路于2006年7月3日投入运营，第二条则于2014年2月23日投入运营。

## 线路

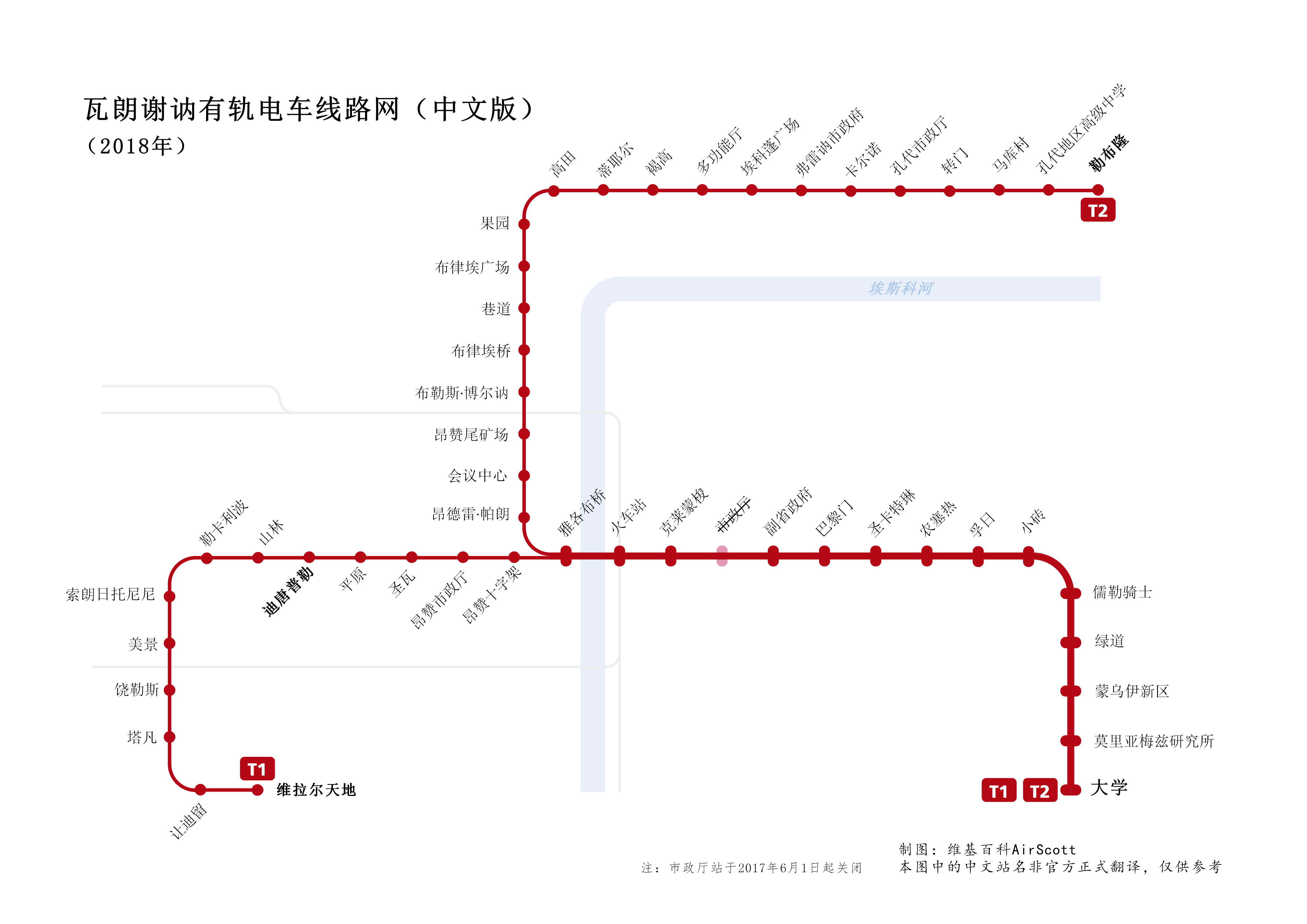
瓦朗谢讷有轨电车线路网

## 图集

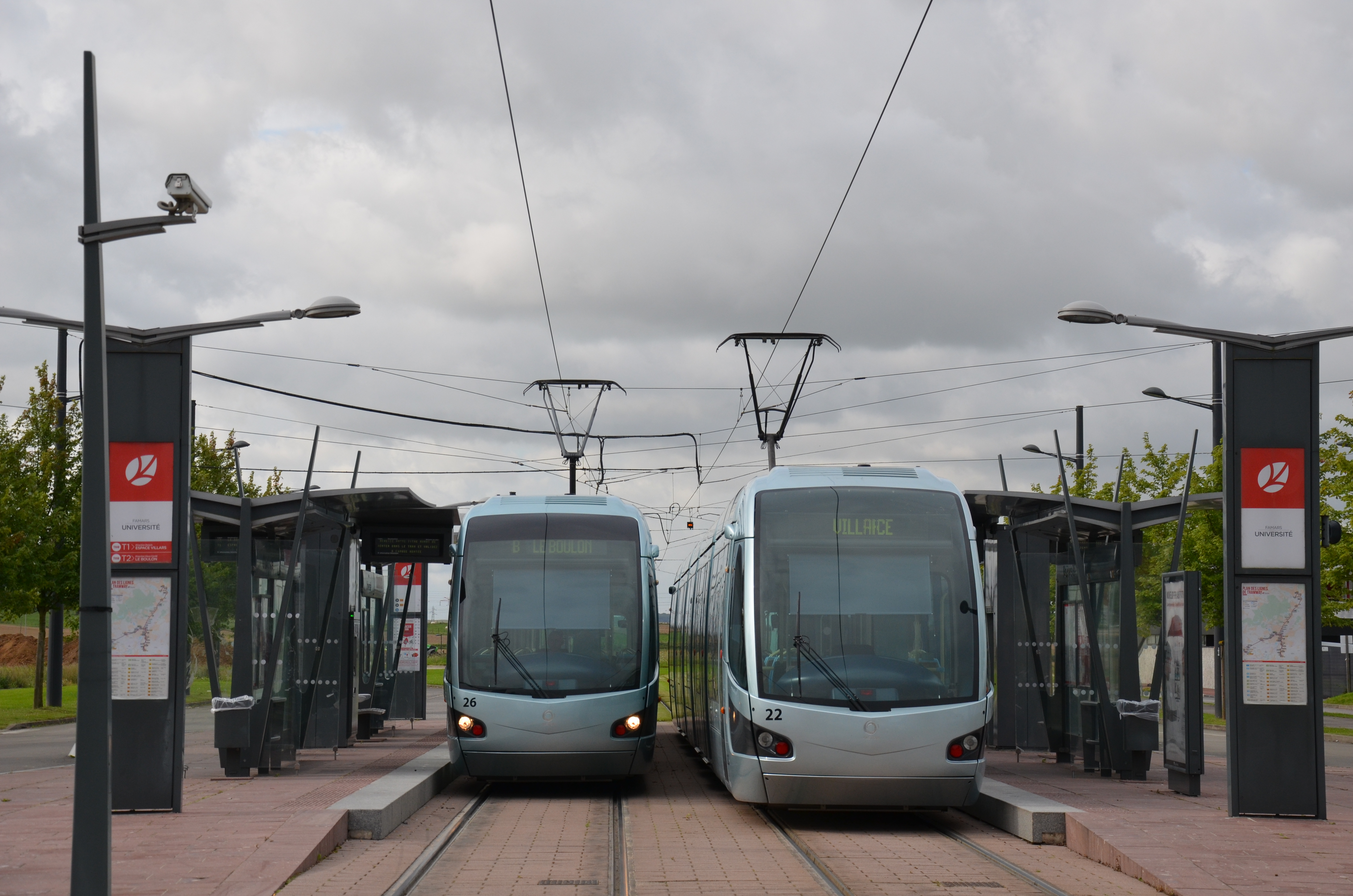
瓦朗谢讷有轨电车"大学"站
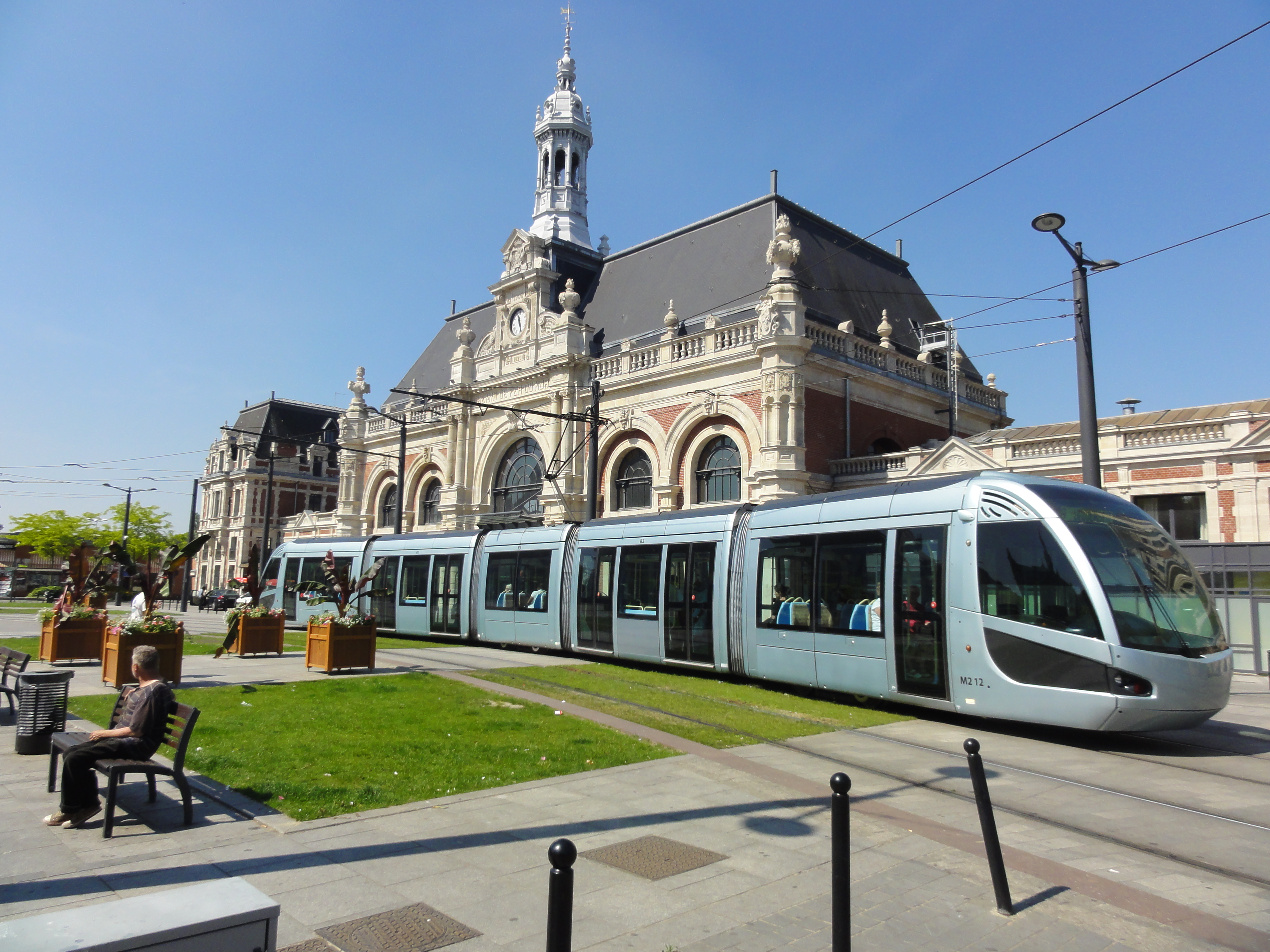
经过瓦朗谢讷火车站门口的一列有轨电车